# Giedrius Bieliauskas
Giedrius Bieliauskas, född 27 juli 1997, är en litauisk roddare.

## Karriär
I april 2024 vid EM i Szeged tog Bieliauskas brons i singelsculler.